# Giave
Giave (sardinski: Tzàve) je grad i općina (comune) u pokrajini Sassariju u regiji Sardiniji, Italija. Nalazi se na nadmorskoj visini od 595 metara i ima 537 stanovnika.
 Prostire se na 47,07 km². Gustoća naseljenosti je 11 st/km².
Susjedne općine su: Bonorva, Cheremule, Cossoine, Thiesi, Torralba i Masainas.